# Эверетт, Альфред Харт
Альфред Харт Эверетт (11 октября 1848 — 18 июня 1898) — британский чиновник и администратор на Борнео, являвшийся также натуралистом и коллектором.

## Карьера
Родился на острове Норфолк у британской пары. Его отец был директором исправительной колонии. В 1851 родители вместе с Альфредом через Тасманию вернулись в Англию, где он получил образование. В 1869 Альфред году отправился на Саравак на северо-западе Борнео ради сбора образцов живой природы. Через два года он поступил на саравакскую службы (см. белые раджи) и стал резидентом округа Барам. Во время службы на острове он также проводил раскопки, искал останки древних людей в пещерах, и, возможно, обнаружил челюсть орангутана, ставшую материалом для создания знаменитой мистификации — т. н. Пилтдаунского человека.
В 1891 Эверетт стал членом Британского союза орнитологов.
Никогда не состоял в браке. Скончался в Лондоне.

## Коллектор
Эверетт собирал представителей животного мира для Артура Хэя и Лайонела Уолтера Ротшильда, а также для других учёных. Наиболее известен как коллектор фауны Борнео и Филиппин для музеев. В его честь названы следующие виды и подвиды живых существ:
Птицы
- Arachnothera everetti
- Dicaeum everetti
- Staphida everetti
- Zoothera everetti
- Zosterops everetti
- Tesia everetti
- Turnix everetti
- Rhyticeros everetti
- Monarcha everetti
- Ixos everetti

Млекопитающие
- Melogale everetti
- Dremomys everetti
- Urogale everetti
- Rattus everetti

Змеи
- Calamaria everetti[2]
- Oligodon everetti[2]
- Calliophis intestinalis everetti

Лягушки
- Litoria everetti

Рыбы
- Puntius everetti